# NGC 6156
NGC 6156 est une galaxie spirale barrée située dans la constellation du Triangle austral. Sa vitesse par rapport au fond diffus cosmologique est de 3 332 ± 7 km/s, ce qui correspond à une distance de Hubble de 49,1 ± 3,4 Mpc (∼160 millions d'al). NGC 6156 a été découverte par l'astronome britannique John Herschel en 1835.
NGC 6156 présente une large raie HI. C'est aussi une galaxie lumineuse dans l'infrarouge (LIRG). La luminosité de NGC 6156 dans l'infrarouge lointain (de 40 à 400 µm) est égale à 8,32 × 1010 {\displaystyle L_{\odot }} (1010,92{\displaystyle L_{\odot }}) et sa luminosité totale dans l'infrarouge (de 8 à 1 000 µm) est de 1,17 × 1011 {\displaystyle L_{\odot }} (1011,07{\displaystyle L_{\odot }}).

## NGC 6156, une galaxie polaire à anneau
On a découvert récemment (2023) que les galaxies NGC 6156 ainsi que NGC 4632 sont entourées d'un disque d'hydrogène froid en orbite à 90 degrés autour de leur disque. Ce sont les toutes premières galaxies à anneau polaire découvertes grâce à des observations en onde radio. Ces observations ont été réalisées dans le cadre du relevé astronomique WALLABY.

## Groupe d'ESO 137-10
La galaxie NGC 6156 fait partie du groupe d'ESO 137-10. Ce groupe de galaxies compte au moins six membres. Les quatre autres membres du groupe sont ESO 137-8, ESO 137-19, ESO 137-42 et ESO 137-45.